# Alex Gorrin
Alejandro „Alex“ Rodríguez Gorrin (* 1. August 1993 in Santa Cruz de Tenerife) ist ein spanischer Fußballspieler.

## Karriere
Alex Gorrin spielte zwischen 2011 und 2014 in der Jugendakademie des englischen Vereins AFC Sunderland. Zuletzt war er Mannschaftskapitän der Reservemannschaft. Im Alter von 20 Jahren wechselte er 2014 nach Neuseeland zu Wellington Phoenix, die in der australischen A-League spielten. Sein Debüt als Profi gab er am 12. Oktober 2014, dem 1. Spieltag der Saison 2014/15 gegen Perth Glory. Er stand bei der 1:2-Niederlage in der Startelf des schottischen Trainers Ernie Merrick. Mit Wellington erreichte Gorran in der gleichen Saison die Finalrunde in dem gegen den späteren Meister Melbourne City FC im Viertelfinale verloren wurde. Der Spanier absolvierte in seiner ersten Spielzeit als Profi 25 Ligaspiele. In der Saison 2015/16 absolvierte er ein Spiel weniger für das Team, welches nur Vorletzter in der Tabelle wurde. Auch ein Jahr später wurde die Finalrunde als siebter in der Abschlusstabelle verpasst. Am 9. Februar 2017 gelang Gorran sein erstes Profitor, als er bei einem 1:3 gegen den Sydney FC zum zwischenzeitlichen Anschlusstor zum 1:2 traf.
Im Juni 2017 unterschrieb Gorrin einen Vertrag beim portugiesischen Erstligisten Boavista Porto. Bis in den Januar 2018 blieb er ohne Einsatz für den Verein und wechselte daraufhin nach Rumänien zu Sepsi OSK Sfântu Gheorghe. In der höchsten Liga des Landes war der zentrale Mittelfeldspieler in der Rückrunde der Saison 2017/18 für den Aufsteiger zwölfmal aktiv.
Im Juni 2018 wechselte der 24-Jährige Gorrin zum FC Motherwell nach Schottland.